# Leptocentrus
Leptocentrus är ett släkte av insekter. Leptocentrus ingår i familjen hornstritar.

## Dottertaxa tillLeptocentrus, i alfabetisk ordning[1]
- Leptocentrus abdullah
- Leptocentrus acuticornis
- Leptocentrus albolineatus
- Leptocentrus albonotatus
- Leptocentrus albus
- Leptocentrus altifrons
- Leptocentrus amoenus
- Leptocentrus antilope
- Leptocentrus arcuatus
- Leptocentrus arebiensis
- Leptocentrus atratus
- Leptocentrus aureomaculatus
- Leptocentrus auricomus
- Leptocentrus bajulans
- Leptocentrus basilewskyi
- Leptocentrus bauhiniae
- Leptocentrus beluri
- Leptocentrus bengalensis
- Leptocentrus bolivari
- Leptocentrus bos
- Leptocentrus carinatus
- Leptocentrus cinereus
- Leptocentrus comosus
- Leptocentrus coronulus
- Leptocentrus erecta
- Leptocentrus fasciatus
- Leptocentrus flexicorne
- Leptocentrus gnomon
- Leptocentrus gracilis
- Leptocentrus gregoryi
- Leptocentrus horizontalis
- Leptocentrus horizontatus
- Leptocentrus impunctus
- Leptocentrus indigoferae
- Leptocentrus insignis
- Leptocentrus jacobsoni
- Leptocentrus lama
- Leptocentrus leucaspis
- Leptocentrus limbipennis
- Leptocentrus lobayensis
- Leptocentrus longiformis
- Leptocentrus longispinus
- Leptocentrus luteus
- Leptocentrus macarangae
- Leptocentrus madli
- Leptocentrus majesticus
- Leptocentrus major
- Leptocentrus mangiferae
- Leptocentrus manilaensis
- Leptocentrus mephistopheles
- Leptocentrus moringae
- Leptocentrus neoalbonotatus
- Leptocentrus nigra
- Leptocentrus nordicornis
- Leptocentrus nubianus
- Leptocentrus obliquus
- Leptocentrus obortus
- Leptocentrus orientalis
- Leptocentrus paganus
- Leptocentrus pakistanensis
- Leptocentrus peracatus
- Leptocentrus pilosus
- Leptocentrus pubescens
- Leptocentrus pudicus
- Leptocentrus pugnulus
- Leptocentrus punjabensis
- Leptocentrus purpureus
- Leptocentrus recurvus
- Leptocentrus reponens
- Leptocentrus rhizophagus
- Leptocentrus rubrinigris
- Leptocentrus rufescens
- Leptocentrus rufipennis
- Leptocentrus rufipilosus
- Leptocentrus rufospinus
- Leptocentrus rufotibialis
- Leptocentrus scutellatus
- Leptocentrus splendens
- Leptocentrus subflavus
- Leptocentrus substitutus
- Leptocentrus taiwanus
- Leptocentrus taunsi
- Leptocentrus taurifrons
- Leptocentrus taurus
- Leptocentrus taxilensis
- Leptocentrus tenuicornis
- Leptocentrus terminalis
- Leptocentrus ugandensis
- Leptocentrus ustus
- Leptocentrus varicornis
- Leptocentrus vicarius